# Megalania

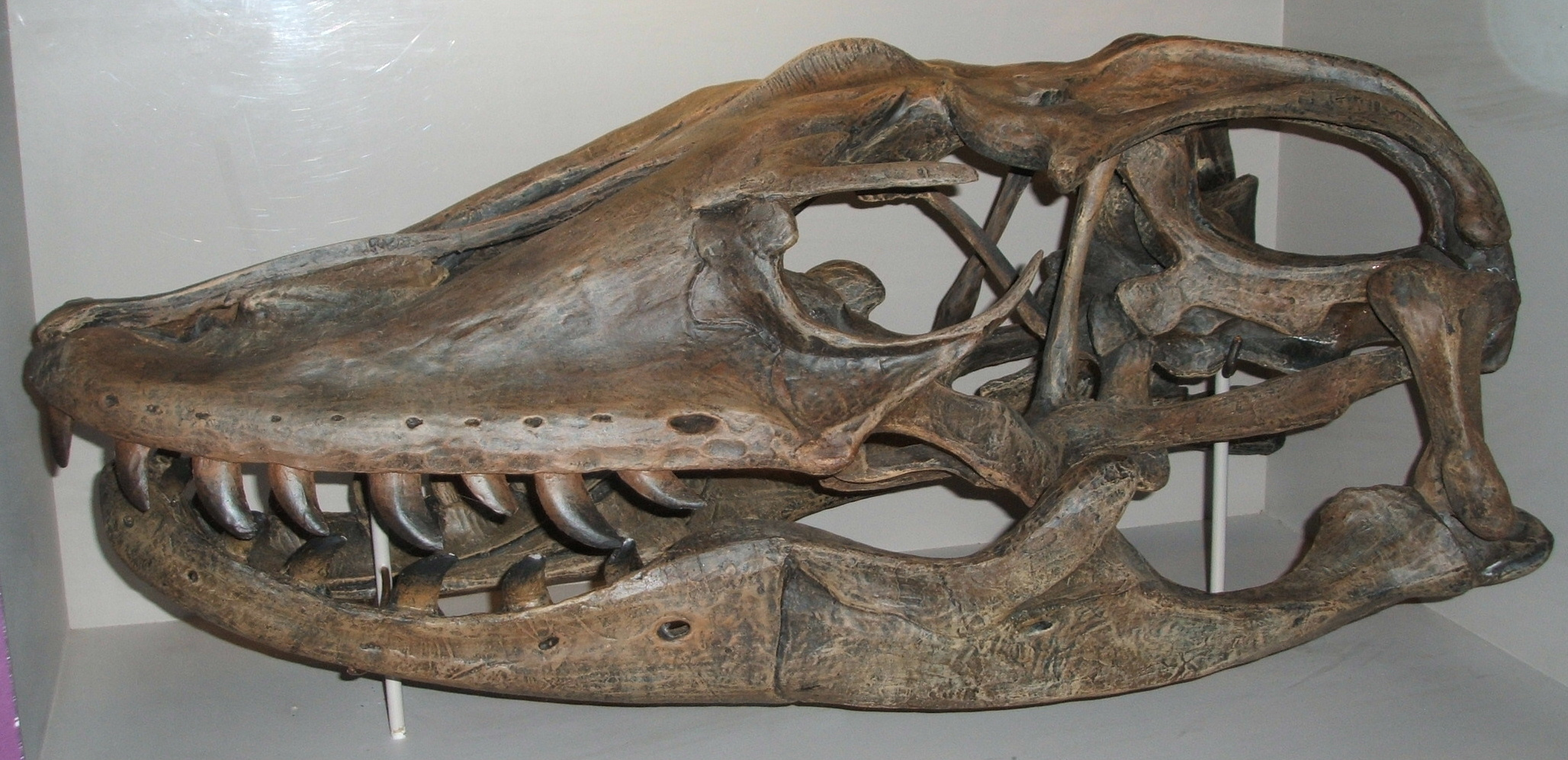
Megalania-Schädel

Megalania (Varanus priscus, Syn.: Megalania prisca) ist eine vor ungefähr 45.000 Jahren ausgestorbene Art der Warane aus dem Pleistozän von Australien. Megalania erreichten eine Länge von bis zu sieben Meter. Ihr maximales Gewicht wird auf über 1000 Kilogramm geschätzt. Die Art wurde erstmals 1860 von Richard Owen wissenschaftlich beschrieben.

## Beschreibung
Megalania war ein sehr kräftig und kompakt gebauter Waran, der selbst im Verhältnis zum schon sehr gedrungen gebauten Komodowaran einen recht kurzen Schwanz und enorm starke Gliedmaßen hatte, auffallend war auch der so sonst bei keiner Waranart bekannte kleine Mittelkamm auf dem Kopf.

## Verbreitung
Megalania war neben den großen carnivoren Beuteltieren wie Thylacoleo carnifex und dem Landkrokodil Quinkana eines der beherrschenden Raubtiere im pleistozänen Australien und traf sogar noch auf die ersten Aborigines, die durch ihren Einfluss auf den Lebensraum wahrscheinlich sein Aussterben bewirkt haben. Auch auf der nördlich von Australien gelegenen Insel Neuguinea gab es eine Population. Beide Landflächen waren die meiste Zeit des Pleistozäns in einer einzigen Landmasse vereint, genannt Sahul.

## Lebensweise
Gelebt und ernährt hat sich der Waran vielleicht ähnlich wie der noch lebende Komodowaran. Wie dieser war Megalania wahrscheinlich ein Lauerjäger, der seine Beutetiere aus dem Hinterhalt anfiel – kleinere Reptilien, Vögel und kleine oder mittelgroße Beuteltiere wie etwa Kängurus –, wie heutige Warane bei Gelegenheit aber auch Aas nicht verschmähte. Unklar ist, ob Megalania auch die riesigen Diprotodons jagte, die größer als heutige Breitmaulnashörner waren – die Fähigkeit dazu besaß Megalania vermutlich.
Falls Megalania ähnlich den heutigen Komodowaranen lebte, verfügte er möglicherweise auch über eine ähnliche Jagdmethode auf Großtiere. Ein verletzender Biss reicht oft, eine Beute zu inaktivieren, da Warane Giftdrüsen im Kiefer tragen; nach neueren Studien besitzen Komodowarane auch Giftdrüsen im Unterkiefer. Gebissene Opfer sterben oft rasch an der Vergiftung, die bei dem Opfer unter anderem den Blutdruck senkt und es in eine Art Schockzustand fallen lässt. Die Opfer können dann gewittert und ausfindig gemacht werden. Aus anatomischen Vergleichen dürfte wohl auch Megalania die Fähigkeit von Bissen mit lähmender Giftwirkung gehabt haben. Da Schätzungen sogar von Massen von bis zu 2000 Kilogramm und Körperlängen von sieben Metern sprechen, wären diese Riesenwarane demnach die größten Gifttiere, die jemals auf der Erde lebten.

## Megalania in der Kryptozoologie
Kryptozoologen sammelten etwa 30 Berichte von Begegnungen mit ungewöhnlich großen Waranen, die sie als Beweis für den Fortbestand von Varanus priscus deuten. Bei einer flüchtigen Begegnung lässt sich die Größe eines Warans schwer abschätzen, daher sehen Paläontologen in den Berichten Begegnungen mit normalen, sicherlich großen Waranen, deren Größe jedoch falsch eingeschätzt wurde. Weiterhin berufen sich Kryptozoologen auf Bezüge zu Megalania in den Mythen der Aborigines, welche sich meist jedoch einfach auf Echsen beziehen, z. B. eines als „whowie“ bezeichneten Riesenwarans, der sechs Meter lang gewesen sei und drei Beinpaare besessen haben soll. Es ist nicht völlig auszuschließen, dass Erinnerungen an Megalania von der Erstbesiedelung bis heute in Mythen erhalten blieben, doch ist nicht nachvollziehbar, ob diese von Megalania oder von anderen Waranen inspiriert worden sein könnten.